# Mościska (powiat krasnostawski)
Mościska – wieś w Polsce, położona w województwie lubelskim, w powiecie krasnostawskim, w gminie Rudnik.
W latach 1975–1998 wieś należała administracyjnie do województwa zamojskiego.
Wieś stanowi sołectwo gminy Rudnik. Skład sołectwa Mościska wchodzi także Majdan-Kolonia.  Według Narodowego Spisu Powszechnego (III 2011 r.) wieś liczyła 337 mieszkańców. 

## Historia
Wieś położona w staropolskim powiecie krasnostawskim. W 1427 r. należała do Gniewosza z Kleszczowa i Mościsk, zaś w 1464 do jego syna Łazarza.

W 1578 r. istniały tu 3 części szlacheckie: Jana Wierzbickiego, Bartłomieja Kłopotowskiego i Włodka, ogółem 3 łany (50, 4 ha) gruntów. Według spisu ludności z 1827 roku wieś liczyła 31 domówi 194 mieszkańców.
Spis z 1921 r. wykazywał 62 domy oraz 426 mieszkańców, wyłącznie katolików.